# Трамбезере-Пјалемонт (Долина Аосте)
Трамбезере-Пјалемонт је насеље у Италији у округу Долина Аосте, региону Долина Аосте.
Према процени из 2011. у насељу је живело 23 становника. Насеље се налази на надморској висини од 879 м.